# 1550

## أحداث
- تأسيس مدينة اونيتشا وتقع حاليا في نيجيريا.
- تأسيس مدينة فاليدوبار وتقع حاليا في كولومبيا.
- 12 يونيو: تأسيس مدينة هلسنكي على يد غوستاف الأول وتقع حاليا في فنلندا.
- 14 أكتوبر: تأسيس مدينة إيباغيه وتقع حاليا في كولومبيا.
- إسبانيا تستولي على المهدية بعد حصارها، وكارلوس الخامس يوافق على تمديد عقد اتفاقيات سلام وصداقة مع أبو العباس أحمد الحفصي صاحب تونس.
- انتقال نوستراداموس إلى مدينة صالون الفرنسية - المكان الذي بدأ فيه كتابة تنبؤاته.
- بيري رئيس يضم مسق إلى العثمانيين.
- حسن باشا يؤسس مدينة القليعة الموريسكة.

## مواليد
- كارل التاسع

## وفيات
- أبو عبد الله الحسن، سلطان حفصي (تونس).
- عبد السميع بو شعالة، متصوف ليبي.